# Mount Stewart (Antarktika)
Mount Stewart ist ein 1900 m hoher Berg in der antarktischen Ross Dependency. In den Churchill Mountains ragt er zwischen Mount Durnford und Mount Liard an der Nordflanke des McLay-Gletschers auf.
Das New Zealand Antarctic Place-Names Committee benannte ihn am 27. Februar 2003 nach dem neuseeländischen Diplomaten Ian Stewart, als einer der Vorgänger des neuseeländischen Politikers Jim McLay über 12 Jahre lang Bevollmächtigter der neuseeländischen Walfangkommission.